# 小行星25783
小行星25783（25783 Brandontyler）是一颗绕太阳运转的小行星，为主小行星带小行星。该小行星于2000年2月20日发现。

## 轨道参数
小行星25783的轨道半长轴为409 543 180 km，2.7375881 UA，离心率为0.167。